# The Warning (film 1914 Wharton)
The Warning è un cortometraggio muto del 1914 diretto da Leopold Wharton che lo produsse insieme a Theodore Wharton. Distribuito dall'Eclectic Film Company, il film - girato a Ithaca, nello stato di New York e interpretato da Creighton Hale e da Frances White - uscì in sala il 31 ottobre 1914.

## Produzione
Leopold Wharton e Theodore Wharton produssero il film con la loro casa di produzione, la Wharton, nei cui studi di Ithaca venne girato il cortometraggio.

## Distribuzione
Distribuito dall'Eclectic Film Company, il film uscì in sala il 31 ottobre 1914. Il mese prima, in settembre, era uscito un altro corto dallo stesso titolo diretto da Donald Crisp e interpretato da Dorothy Gish.
Del cortometraggio, della lunghezza di tre rulli, venne fatta una riedizione che fu distribuita sul mercato americano il 19 novembre 1916.